# Skyttesoldat
Denna artikel handlar om skyttesoldater i Sveriges armé. Se infanteri för motsvarande befattningar i andra länder.

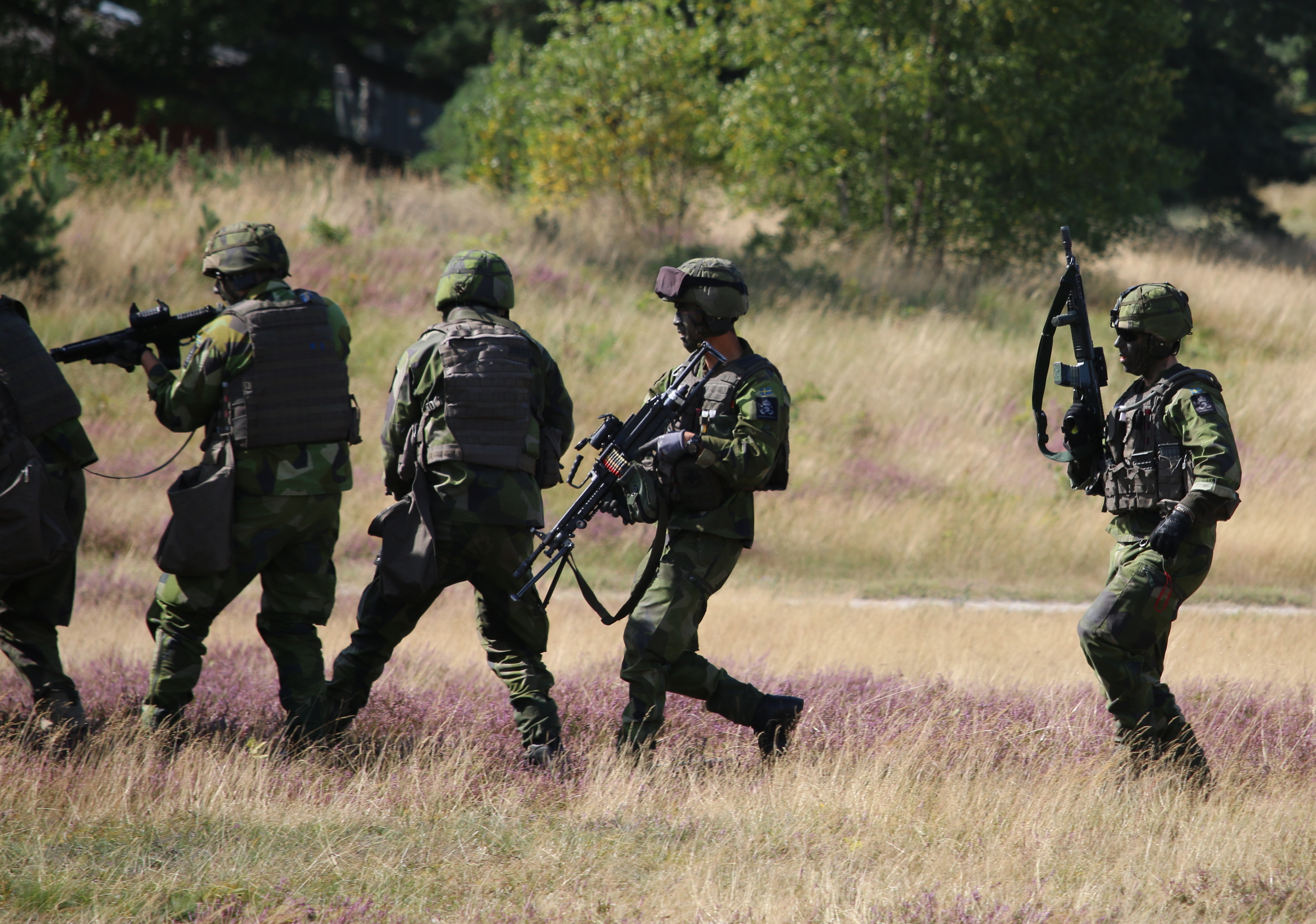
Skyttesoldater från P 7

Skyttesoldat (GA900) eller Skyttesoldat stridsfordon (GA904) är en befattning i Sveriges armé och Hemvärnet. I princip innebär befattningen att man är en infanterist, som med diverse vapen konfronterar fiender i skog och mark. Skyttesoldatens uppgift i strid är att bemanna och hantera gruppens understödsvapen samt att strida till fots eller från vagn. Krav som ställs på skyttesoldaten är främst en god förmåga till anpassning i grupp. Skyttesoldaten ingår i en skyttegrupp beväpnas med eldhandvapen, pansarbrytande vapen och får dessutom stöd av artillerield. Transportering sker oftast med bandvagn 309, bandvagn 206 eller stridsfordon 90 samt Personbil 8 inom hemvärnet. Skyttesoldater inom armén använder Automatkarbin 5 medan de inom hemvärnet använder Automatkarbin 4.

## Skyttegruppen
Skyttesoldaten ingår i en skyttegrupp om åtta soldater[källa behövs]. Det finns tre kulspruteskyttar som delar på två stycken Ksp 58 eller Ksp 90 och då har den tredje skytten Ak 5[källa behövs]. Samma sak gäller grg-skyttarna fast man har ett granatgevär på två skyttar. En skytt, en laddare och den tredje i reserv. Granatgevärsskyttarna har alltid Ak 5 och när de behöver granatgeväret vid till exempel "pansar i anfallsmål" hämtas det från vagnen[källa behövs]. Gruppen består vanligtvis av:
- 3 kulspruteskyttar (Ksp 58 eller Ksp 90)[källa behövs]
- 3 granatgevärsskyttar (Ak 5, GRG)[källa behövs]
- 1 gruppchef (Ak 5, P-skott)[källa behövs]
- 1 ställföreträdande gruppchef (Ak 5, P-skott)[källa behövs]

### Kulspruteskytten
Kulspruteskytten har en Ksp 58 eller en Ksp 90 som personligt vapen. Materialet man tar med sig i anfall är vapnet, ammunition och sin extra pipa. Extrapipan som man har på ryggen ska bytas enligt reglementet vid var 250:e skott, dvs fem band. Sina ammunitionslådor lämnar man oftast i vagnen om de inte är "försvar av taget anfallsmål" då man bara håller sin position och inte framrycker, för då har man en chans att nyttja sin extra ammunition ur sina lådor. I Strf 90 sitter ksp-skyttarna inom de fyra närmaste platserna för att kunna strida ur stridsluckorna på bakpansaret. Här har man en tapp så man kan fästa sin kulspruta och strida från vagnen utan att behöva hålla i vapnet. Man har alltid en ksp-skytt på var sida i vagnen.[källa behövs]

### Granatgevärsskytten
Granatgevärsskytten har en Ak 5 som sitt personliga vapen. Granatgevär m/48 används bara vid "pansar i anfallsmålet" och då hämtar skyttarna sitt gevär och granatlådor från vagnen. I vagnen har grg-skytten till uppgift att "banda" ammunition till ksp-skytten eftersom grg-skyttarna sitter nere i vagnen medan ksp-skytten och gruppcheferna står uppluckade och förbereder sig för vagnstrid.[källa behövs]

### Gruppchefen
Gruppchefen har en Ak 5 som sitt personliga vapen med ett Pansarskott m/86 på ryggen. Gruppchefen leder sin skyttegrupp i striden och styr den när den till exempel ska framrycka, hur den ska framrycka eller om den ska försvara. Gruppchefen använder sitt pansarskott om "pansar i anfallsmål" upptäcks. Efter att man har avfyrat sitt pansarskott kastar man det eftersom det är ett engångsvapen. Gruppchefen strider ur luckorna med ksp-skytten på vagnen.[källa behövs]

### Ställföreträdande gruppchef
Den ställföreträdande gruppchefen har samma utrustning som gruppchefen och har som uppgift att ta över gruppchefens uppgifter om denne inte är närvarande. Han är materielansvarig och leder alltid så fort gruppchefen är på ordergivning eller liknande. Även Stf-gruppchefen har ett pansarskott som han nyttjar och han strider med den andra ksp-skytten i vagnen. [källa behövs]